# Aglou
Aglou (arabiska: اكلو) är en ort i Marocko känd för sin strand, i landskommunen Tnine Aglou. Den ligger i provinsen Tiznit och regionen Souss-Massa, 600 km sydväst om huvudstaden Rabat.